# Bank Identification Number
Die Bank Identification Number (BIN) wird zur Identifikation von Kredit- und Debitkarten beim Routing innerhalb von Geldautomaten-Netzen verwendet. Anhand der BIN kann der verwendete Kartentyp und der Kartenherausgeber (eine Bank) identifiziert werden. Obwohl eine BIN internationale Gültigkeit besitzt, werden für Auslandsüberweisungen andere Bankidentifikationsnummern eingesetzt: Die Internationale Bankkontonummer (IBAN) und der SWIFT-Code. Gründe dafür liegen auf der Hand: Überweisungen sind immer an Konten, aber nicht zwingend an eine Karte gebunden. Außerdem haben Banken meistens mehrere BIN-Codes, für jeden angebotenen Kartentyp eine.
Der genaue Aufbau der Bank Identification Number ist in der Norm ISO 7812 beschrieben. Eine andere Bezeichnung für BIN-Codes ist dort Issuer Identification Number (IIN). Die BIN bzw. IIN bildet die ersten acht Stellen der 19-stelligen Kartennummer.
Die American Bankers Association ist die zentrale Registrierungsstelle für BIN-Codes. Sie stellt ihre Liste aller BINs allerdings nicht der Öffentlichkeit zur Verfügung. Es existieren aber alternative Listen und BIN-Suchmaschinen.